# ボギスラフ6世 (ポメラニア公)
ボギスラフ6世（ドイツ語：Bogislaw VI., 1354/6年 - 1393年3月7日）またはボグスワフ6世（ポーランド語：Bogusław VI）は、ポメラニア公（在位：1368年 - 1393年）。

## 生涯
1368年5月25日に行われた公領の分割の結果、兄ヴァルティスラフ6世とともにリューゲンとヴォルガストを獲得した。ボギスラフ6世は1372年までリューゲンを統治した。
その後の1376年12月5日の公領の分割の結果、ヴォルガスト、ウーゼドム、グライフスヴァルト、アンクラムを含む領地を与えられた。
ボギスラフ6世は貿易の発展の提唱者であった。1390年にはポーランド商人に商業権を与えた。ハンザ同盟で適用された方法に従い、ボギスラフ6世はヴォルガストを除いて商人に保管と海岸の権利を免除した。ボギスラフ6世はアンクラムやシュトラールズントなどのあらゆるブルジョアの抵抗に反対した。
ボギスラフ6世はエルデナのシトー派修道院に埋葬された。

## 結婚と子女
ボギスラフ6世は2度結婚した。最初にザクセン＝ラウエンブルク公エーリヒ2世の娘ユッタと結婚した。この結婚で2女が生まれた。
- ゾフィー（1380/1年 - 1408年頃） - メクレンブルク公エーリヒ1世と結婚、ヴェルレ＝ヴァーレン領主ニコラウス5世と結婚
- アグネス（1381年 - 1430年以前） - タンナーオーダ領主コンラートと結婚[注釈 1][4]

2度目にブラウンシュヴァイク＝リューネブルク公マグヌス2世の娘アグネス・フォン・ブラウンシュヴァイク＝リューネブルクと結婚した。古い文献では、ボギスラフ6世の2人の娘であるゾフィーとアグネスは2番目の妃アグネスから生まれたとされているが、より最近の研究によると、2人の娘は最初の妃ユッタとの間に生まれたとされる。